# Lokot (Brjansk)
Lokot (russisch Ло́коть) ist eine Siedlung städtischen Typs in der Oblast Brjansk (Russland) mit 10.028 Einwohnern (Stand 14. Oktober 2010).

## Geographie
Die Siedlung liegt gut 80 km südlich des Oblastverwaltungszentrums Brjansk, gut 4 km vom rechten Ufer des linken Desna-Nebenflusses Nerussa entfernt.
Lokot ist Verwaltungszentrum des Rajons Brassowski und Sitz der Stadtgemeinde Lokotskoje gorodskoje posselenije, zu der außerdem die vier Siedlungen Kamenka (8 km südwestlich), Krasnoje Pole (3 km westlich), Tschistopoljanski (fast unmittelbar nordwestlich anschließend) und Wessjoly Kut (3 km nordwestlich) gehören.

## Geschichte
Der Ort wurde erstmals in der ersten Hälfte des 17. Jahrhunderts als Weiler (chutor) Lokotski Kolodes („Lokoter Brunnen“) unweit des älteren Dorfes Brassowo erwähnt (Brassowo schließt heute faktisch unmittelbar an Lokot an, seine Ortsmitte liegt etwa 3 km nordöstlich).
1742 überschrieb die russische Kaiserin Elisabeth dem Generalfeldmarschall Stepan Apraxin die umliegenden Ländereien, auf denen seine Nachfahren 1797 ihre Familienresidenz errichteten und unter anderem ab 1842 Orlow-Traber züchteten, woraus 1870 ein bis heute existierendes Gestüt hervorging. 1882 erwarb die russische Kaiserfamilie Romanow Residenz, Gestüt und Ländereien für den Thronfolger Georgi Alexandrowitsch und nach dessen Tod für Michail Alexandrowitsch. Die nach dem naheliegenden Dorf benannte Residenz Brassowo wurde nach der Oktoberrevolution 1917 geplündert und beim Rückzug der Wehrmacht ca. 1943 niedergebrannt. Nach dem Eisenbahnbau um die Jahrhundertwende entstanden erste Industriebetriebe, darunter 1914 eine Eisengießerei und mechanische Fabrik.
Am 20. Oktober 1931 wurde der Verwaltungssitz des seit 1929 bestehenden Rajons aus dem namensgebenden Dorf Brassowo in das mittlerweile bedeutendere Lokot verlegt. 1938 erhielt der Ort den Status einer Siedlung städtischen Typs.
Während des Zweiten Weltkriegs war Lokot vom 4. Oktober 1941 bis 5. September 1943 von der deutschen Wehrmacht besetzt. In dieser Zeit war die Siedlung – häufig als „Stadt“ bezeichnet – Verwaltungszentrum der „Republik Lokot“, einer halbautonomen Region unter russischer „Selbstverwaltung“.

### Bevölkerungsentwicklung
| Jahr | Einwohner |
| ---- | --------- |
| 1939 | 6.001     |
| 1959 | 7.450     |
| 1970 | 10.005    |
| 1979 | 10.229    |
| 1989 | 11.191    |
| 2002 | 12.094    |
| 2010 | 10.028    |

Anmerkung: Volkszählungsdaten

## Verkehr
Lokot liegt an der auf diesem Abschnitt 1897 eröffneten Eisenbahnstrecke Nawlja – Lgow, ursprünglich Teil der Direktverbindung Moskau – Kiew (Station Brassowo; Streckenkilometer 452 ab Moskau Kiewer Bahnhof), heute von der Moskauer Eisenbahn betrieben.
Einige Kilometer westlich des Ortes führt die Fernstraße M3 vorbei, die Moskau mit der ukrainischen Hauptstadt Kiew verbindet (Teil der Europastraße 101, in der Ukraine als M 02).